# Joaquín José Vargas Soto
Joaquín José Vargas Soto, más conocido como Cojo de Málaga (Málaga, 1880 - Barcelona, 1940) fue un cantaor gitano, especialista en los cantes minero-levantinos. Recibió este pseudónimo debido a una poliomielitis que padeció siendo niño. También fue conocido como Cojo de las Marianas, por ser uno de los que primero divulgaron este género. La taranta era su cante preferido pero también brilló en los cantes malagueños y en fandangos. Tuvo años de éxito, pero murió olvidado y en pobreza.